# کنت ای. بولدینگ
کنت ایوارت بولدینگ (به انگلیسی: Kenneth Ewart Boulding)، (زاده ۱۸ ژانویه ۱۹۱۰ – درگذشته ۱۸ مارس ۱۹۹۳) اقتصاددان، معلم، فعال صلح و فیلسوف میان‌رشته‌ای آمریکایی متولد انگلیس بود. بولدینگ نویسنده دو کتاب کلاسیک استنادی بود: تصویر: دانش در زندگی و جامعه (1956) و تضاد و دفاع: یک نظریه عمومی (1962). او یکی از بنیان‌گذاران نظریه سامانه‌ها و بنیان‌گذار بسیاری از پروژه‌های فکری در حال انجام در اقتصاد و علوم اجتماعی بود. او با جامعه‌شناس الیز ام. بولدینگ ازدواج کرد.

## کار
بولدینگ در دانشگاه به‌عنوان نویسنده‌ای پرکار و ادغام‌کننده دانش شناخته شد. از نظر بولدینگ، اقتصاد و جامعه‌شناسی علوم اجتماعی نبودند، بلکه همه جنبه‌هایی از یک علم اجتماعی واحد بودند که به مطالعه انسان و روابط آن‌ها (سازمان‌ها) اختصاص داشت. بولدینگ رویکردی تکاملی (به جای تعادلی) به اقتصاد را رهبری کرد.
بولدینگ تأکید کرد که رفتار اقتصادی و سایر رفتارهای انسان در یک سیستم بزرگ‌تر به‌هم‌پیوسته جای دارد. برای درک نتایج رفتار خود (اقتصادی یا غیراقتصادی) ابتدا باید تحقیق و درک علمی از اکودینامیک سیستم عمومی، جامعه جهانی که در آن زندگی می‌کنیم، در تمام ابعاد معنوی و مادی آن ایجاد کنیم. بولدینگ معتقد بود که در غیاب تلاش متعهدانه برای نوع صحیح تحقیق و درک علوم اجتماعی، گونه انسان ممکن است محکوم به انقراض باشد. اما او خوش‌بین بود و معتقد بود که سفر تکاملی ما تازه شروع شده‌است.

### تحلیل اقتصادی، ۱۹۴۱
اولین کار مهم بولدینگ در اقتصاد، کتاب درسی مقدماتی او با عنوان تحلیل اقتصادی بود. این کتاب زمانی نوشته شد که او در اواخر دهه ۱۹۳۰ در دانشگاه کولگیت مدرس بود و اولین بار در سال ۱۹۴۱ از سوی انتشارات هارپر در نسخه‌های تک جلدی و دو جلدی چاپ شد. بعدتر کتاب تکمیل شد و در چهار نسخه (آخرین نسخه در سال ۱۹۶۶) منتشر شد. ماکس میلیکان در سال ۱۹۴۲ در نقد کتاب اشاره کرد که این کتاب در زمان و مکان مناسب منتشر شده‌است. به نقل از ملیکان:
چند سالی است که در ادبیات تئوری اقتصادی بین متن بسیار ابتدایی طراحی‌شده برای دانشجویان مبتدی و انبوه تک‌نگاری‌های تخصصی و مقالات دوره‌ای که فقط برای اقتصاددانان کاملاً آموزش‌دیده قابل دسترسی است، شکاف عمیقی وجود دارد. معلمی که تلاش می‌کند تا انتظار دیگران از خود را در این زمین دشوار و خطرناک هدایت کند، مجبور شده‌است بین دو گزینه نامطلوب یکی را انتخاب کند. او می‌توانست تمام وقت خود را به سخن‌رانی رسمی در مورد موضوعی اختصاص دهد که برای درک صحیح آن به بحث و گفتگو نیاز دارد. یا می‌توانست مجموعه‌ای از کتاب‌ها و مقاله‌های پیشرفته را اختصاص دهد و در مورد آن بحث کند، به این امید که کار بیهوده‌ای کرده‌است، بخشی از طبقه برای درک بخشی از مطالب تلاش کنند.
میلیکان به این نتیجه رسید که کار بولدینگ این شکاف را پر کرده‌است «به‌طور منظم و مؤثر… مواد با ابزارهای تحلیل و مسائلی که برای حل آن‌ها این ابزارها مفید هستند به‌جای روش معمول سازمان‌دهی می‌شوند.» بولدینگ در مقدمه توضیح داده بود که این کتاب «به‌عنوان متنی در نظر گرفته شده‌است که دانش‌آموز می‌تواند از آن بیاموزد و معلم می‌تواند روش‌ها و نتایج تحلیل اقتصادی را آموزش دهد. همچنین خود تحلیل اقتصادی به‌دنبال کمک به توسعه و نظام‌مندی بدنه است».
بولدینگ با نگاهی به سال ۱۹۸۹ توضیح داد که «نسخه اول اساساً از رساله ایروینگ فیشر و کینز در مورد پول پیروی می‌کرد. اگرچه من تا آن زمان نظریه عمومی کینز را خوانده بودم، فکر می‌کنم واقعاً آن را درک نکرده بودم. من کاملاً مطمئن نیستم که چاپ دوم در سال ۱۹۴۸، یک نظریه کلی کینزی بود.» نسخه اول در آغاز جنگ جهانی دوم منتشر شد و فروش خوبی نداشت، اما نسخه اصلاح‌شده دوم منتشر شد و به "یکی از کتاب‌های درسی اصلی مورد استفاده در کالج، در ایالات متحده (و در نهایت در سراسر جهان) تبدیل شد.

### اقتصاد تکاملی
بولدینگ یکی از نمایندگان جنبش اقتصاد تکاملی بود. او در «توسعه اقتصادی به‌عنوان یک سیستم تکاملی» (۱۹۶۱، ۱۹۶۴)، توازی بین توسعه اقتصادی و تکامل بیولوژیکی را پیشنهاد می‌کند.

### اقتصاد سفینه فضایی آینده زمین، ۱۹۶۶
پس از انتشار کتاب بهار خاموش ریچل کارسون در سال ۱۹۶۲، جنبش زیست‌محیطی در حال توسعه، توجه را به رابطه بین رشد و توسعه اقتصادی و تخریب محیط زیست جلب کرد. بولدینگ در مقاله تأثیرگذار خود در سال ۱۹۶۶ «اقتصاد سفینه فضایی آینده زمین» نیاز سیستم اقتصادی را برای تطبیق خود با سیستم اکولوژیکی با منابع محدودش شناسایی کرد.

## آثار

### کتاب‌ها
دهه ۱۹۴۰ تا ۱۹۶۰
- ۱۹۴۱، تحلیل اقتصادی، هارپر اند برادرز؛ چاپ سوم، ۱۹۵۵؛ ویرایش 4 قسمت دوم، ۱۹۶۶.
- ۱۹۴۲، طرح کلی مطالعه صلح: تمرین عشق به خدا، کمیته کتاب جلسه سالانه فیلادلفیا.
- ۱۹۴۵، اقتصاد صلح، سالن پرنتیس.
- ۱۹۴۵، یک روح وجود دارد: غزلیات نایلر، انتشارات فلوشیپ.
- ۱۹۵۰، بازسازی اقتصاد، جی ویلی.
- ۱۹۵۳، انقلاب سازمانی: مطالعه‌ای در اخلاق سازمان اقتصادی، هارپر اند برادرز.
- ۱۹۵۶، تصویر: دانش در زندگی و جامعه، انتشارات دانشگاه میشیگان.
- ۱۹۵۸، مهارت‌های اکونومیست، کلیولند: هوارد آلن.
- ۱۹۵۸، اصول سیاست اقتصادی، پرنتیس هال، ۱۹۵۸.
- ۱۹۶۲، درگیری و دفاع: یک نظریه عمومی، هارپر اند برادرز.
- ۱۹۶۴، معنای قرن بیستم: گذار بزرگ، هارپر اند راو.
- ۱۹۶۶ تأثیر علوم اجتماعی، انتشارات دانشگاه راتگرز.
- ۱۹۶۶، اقتصاد دانش و دانش اقتصاد. بررسی اقتصادی آمریکا، جلد. ۵۶، شماره ۱/۲، ۱ مارس ۱۹۶۶: ۱–۱۳.
- ۱۹۶۸، فراتر از اقتصاد: مقالاتی در مورد جامعه، دین و اخلاق، انتشارات دانشگاه میشیگان.
- ۱۹۶۹، اقتصاد کمک هزینه، آکادمیسین میشیگان (زمستان)[۱۲]

دهه ۱۹۷۰
- ۱۹۷۰، اقتصاد به‌مثابه علم، (مک‌گراو-هیل، ۱۹۷۰).
- ۱۹۷۰، مقدمه‌ای در پویایی اجتماعی: تاریخ به‌مثابه دیالکتیک و توسعه، (انتشارات آزاد، ۱۹۷۰).
- ۱۹۷۱، اقتصاد، انتشارات دانشگاه کلرادو، ۱۹۷۱.
- ۱۹۷۳، اقتصاد سیاسی، انتشارات دانشگاه کلرادو، ۱۹۷۳.
- ۱۹۷۳، اقتصاد عشق و ترس: مقدمه‌ای برای اقتصاد کمک هزینه، وادزورث.
- ۱۹۷۴، به‌سوی یک علم اجتماعی عمومی، انتشارات دانشگاه کلرادو.
- ۱۹۷۵، سیستم‌های بین‌المللی: صلح، حل تعارض، و سیاست، انتشارات دانشگاه کلرادو.
- ۱۹۷۵، غزلیات از زندگی شخصی، و دیگر آیات اتوبیوگرافیک، انتشارات دانشگاه کلرادو.
- ۱۹۷۸، صلح پایدار، انتشارات دانشگاه تگزاس.
- ۱۹۷۸، اکودینامیک: نظریه جدید تکامل اجتماعی، سیج.

دهه ۱۹۸۰ تا ۱۹۹۳
- ۱۹۸۰، جانوران، تصنیف‌ها و بولدینگیسم‌ها: مجموعه‌ای از نوشته‌ها، ترنسکشن بوکز.
- ۱۹۸۱، اقتصاد تکاملی، لندن: سیج.
- ۱۹۸۱، مقدمه‌ای برای اقتصاد کمک‌هزینه: اقتصاد عشق و ترس. نیویورک: پراگر.
- ۱۹۸۵، به‌سوی قرن بیست و یکم: اقتصاد سیاسی، سیستم‌های اجتماعی و صلح جهانی، انتشارات دانشگاه کلرادو آسوشیتد.
- ۱۹۸۵، بهبود انسان، سیج.
- ۱۹۸۵، جهان به‌مثابه یک سیستم جامع، سیج.
- ۱۹۸۶، اصلاح جهان: بینش کواکر در مورد نظم اجتماعی، انتشارات پندل هیل.
- ۱۹۸۹، سه چهره قدرت، سیج.
- ۱۹۹۲، به‌سوی یک اقتصاد جدید: مقالات انتقادی در مورد بوم‌شناسی، توزیع، و موضوعات دیگر، ادوارد الگار.
- ۱۹۹۳، ساختار یک اقتصاد مدرن: ایالات متحده، ۱۹۲۹–۱۹۸۹، مک‌میلان.

### مقاله‌های برگزیده
- بولدینگ، کنت ای. «ظریه سیستم‌های عمومی - اسکلت علم». علم مدیریت ۲.3 (1956): ۱۹۷–۲۰۸; آنلاین در panarchy.org، ۲۰۰۰–۲۰۱۷.
- بولدینگ، کنت ای. «تصاویر ملی و سیستم‌های بین‌المللی»، مجله کانفلیکت رزولوشن ۳.2 (1959): ۱۲۰–۱۳۱.
- بولدینگ، کنت ای. «اقتصاد سفینه فضایی آینده»، مسائل کیفیت محیطی در یک اقتصاد در حال رشد (۱۹۶۶).
- بولدینگ، کنت ای. «اقتصاد به‌مثابه علم اخلاقی»، بررسی اقتصادی آمریکا ۵۹.1 (1969): ۱–۱۲.
- بولدینگ، کنت ای. «اقتصاد تکاملی»، مجله اخلاق تجاری 2 (2): ۱۶۰–۱۶2 (1983).

## برای مطالعه بیش‌تر
- دوپفر، کرت. «کنت بولدینگ: بنیان‌گذار اقتصاد تکاملی»، مجله مسائل اقتصادی ۲۸.4 (1994): ۱۲۰۱–۱۲۰۴.
- کیفیتز، ان. "کنت اوارت بولدینگ: ۱۸ ژانویه ۱۹۱۰ - ۱۸ مارس ۱۹۹۳". آکادمی ملی علوم: خاطرات بیوگرافی در nasonline.org.
- نایت، فرانک اچ. «تئوری سرمایه‌گذاری یک بار دیگر: آقای بولدینگ و اتریشی‌ها.» فصل‌نامه اقتصاد ۵۰.1 (1935): ۳۶–۶۷.
- تندی، چارلز. مفاهیم آموزشی فلسفه کنت بولدینگ. UMI: آن آربر. (پایان‌نامه دکتری 1993: UMI شماره انتشارات ۹۴۱۲۵۲۴).
- رایت، رابرت. سه دانشمند و خدایانشان: به‌دنبال معنا در عصر اطلاعات هارپر کالینز، ۱۹۸۹. مشخصات ادوارد فردکین، ادوارد او. ویلسون، و کنت بولدینگ.